# Thaumatomyia columbiana
Thaumatomyia columbiana är en tvåvingeart som först beskrevs av Becker 1912.  Thaumatomyia columbiana ingår i släktet Thaumatomyia och familjen fritflugor. Inga underarter finns listade i Catalogue of Life.